# 圣代西尔
圣代西尔（法語：Saint-Désir，法語發音：[sɛ̃ deziʁ] ⓘ）是法国卡尔瓦多斯省的一个市镇，位于该省东部，属于利雪区。

## 地理
圣代西尔（49°8'23"N, 0°12'38"E）面积19.35 平方千米，位于法国诺曼底大区卡爾瓦多斯省，该省份为法国西北部沿海省份，北濒大西洋英吉利海峡，东北与滨海塞纳省以海上边界相接，东临厄尔省，南至奧恩省，西与芒什省接壤。
与圣代西尔接壤的市镇（或旧市镇、城区）包括：利雪、马内尔布、乌伊勒维孔特、勒普雷多日、圣马丹德拉略、圣皮埃尔德西夫。
圣代西尔的时区为UTC+01:00、UTC+02:00（夏令时）。

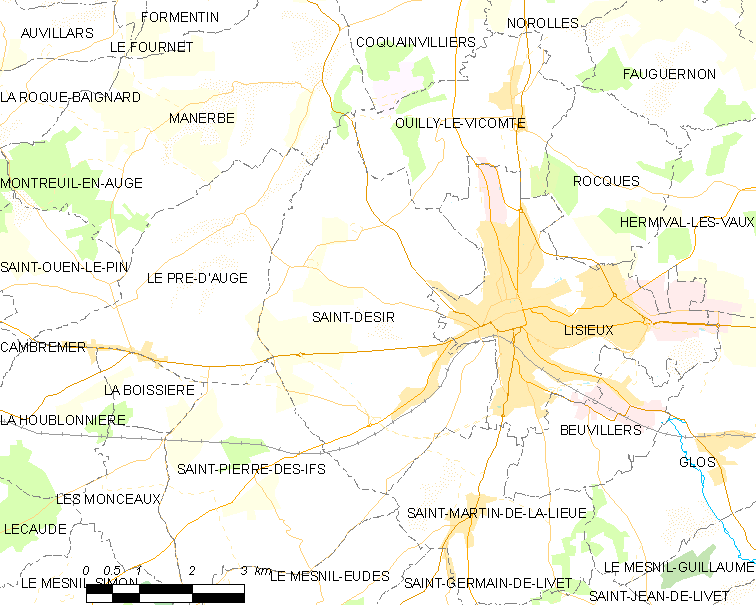
圣代西尔的OSM定位图

## 行政
圣代西尔的邮政编码为14100，INSEE市镇编码为14574。

## 政治
圣代西尔所属的省级选区为梅济东瓦莱多日县。

## 交通
卡尔瓦多斯省省道D511线和D613A线在圣代西镇中心交汇，此外省道D45线、D151线、D159线、D182线和D613线也经过境内。

## 人口

1962-2008年间圣代西尔人口变化图示

圣代西尔于2022年1月1日时的人口数量为1772人。